# État civil français en Algérie

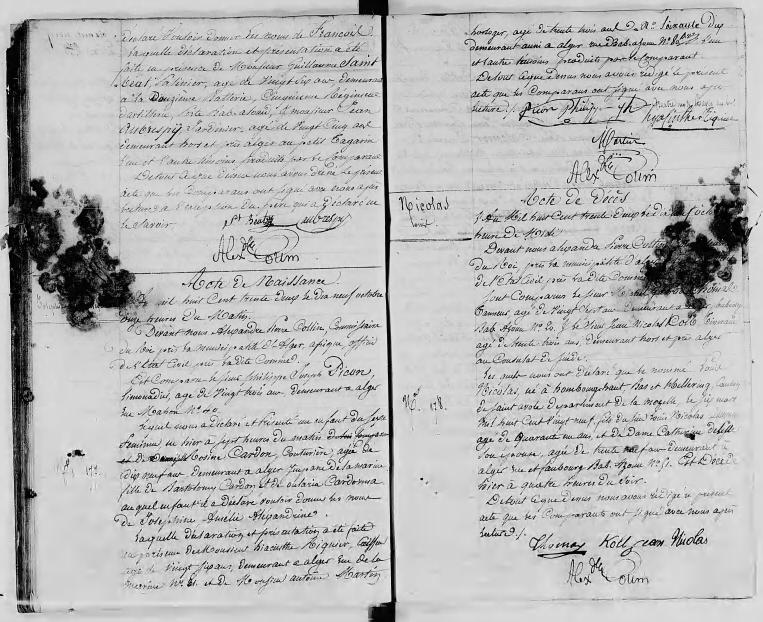
Une des premières pages d'un registre d'état civil en Algérie : l'acte de naissance de Joséphine Cardon le 18 octobre 1832 à Alger.

L'état civil français en Algérie est l'ensemble des registres d'état civil concernant les naissances, mariages et décès des habitants de l'Algérie pendant la période française (1830-1962).

## La création de l'état civil en Algérie

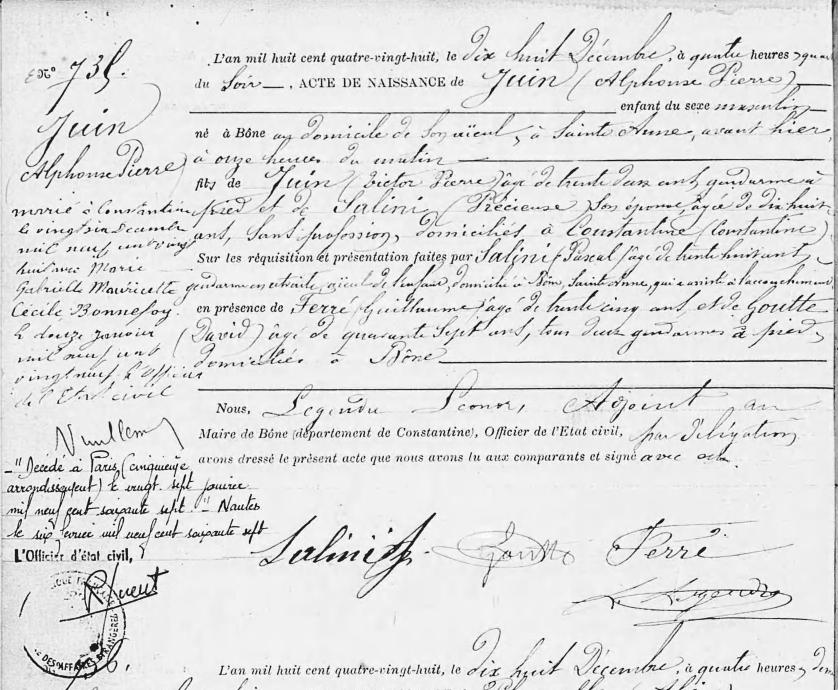
Un acte d'état civil en Algérie : l'acte de naissance du Maréchal Juin le 16 décembre 1888 à Bône (département de Constantine)

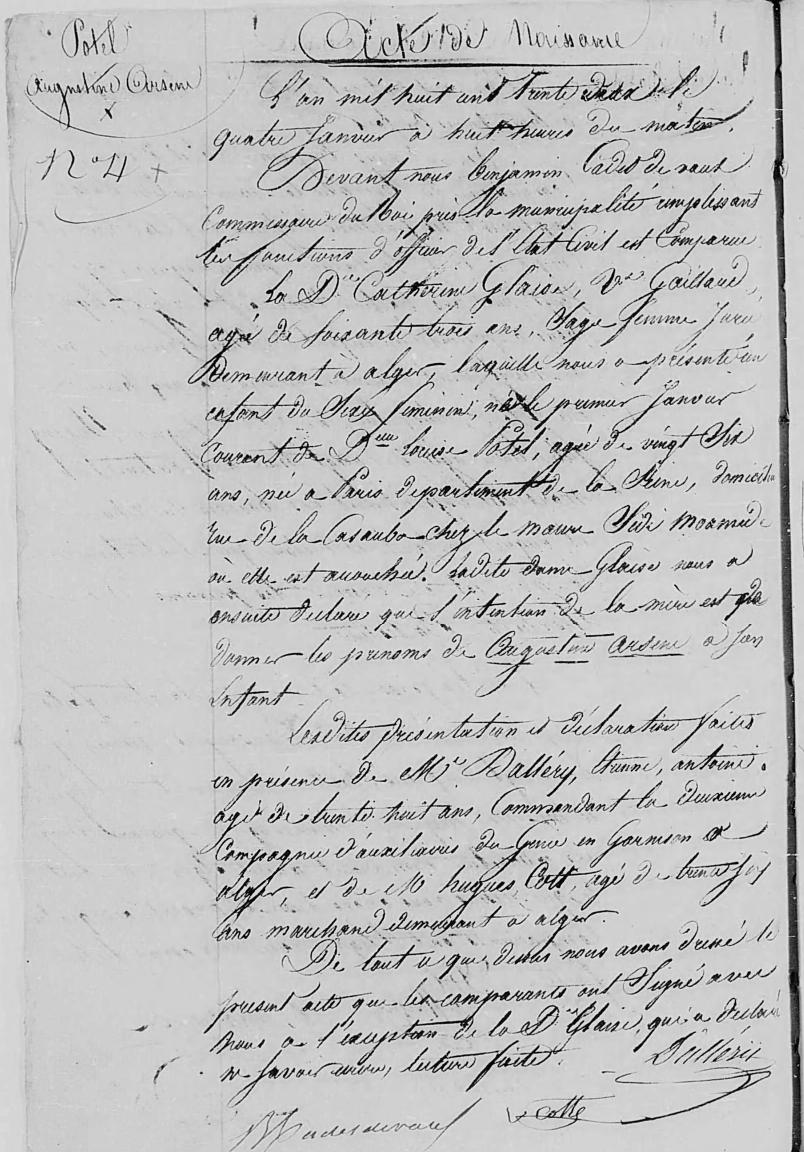
Augustine Arsène Potel est officiellement la première Pied-Noire née en Algérie française. Fille de Louise Potel, blanchisseuse originaire de Paris et domiciliée rue de La Casbah, Augustine Arsène est née le 1 janvier 1832 à Alger, soit un an et demi après la prise de la capitale de la Régence par les troupes françaises. Le nourrisson décède le 17 juillet suivant, la mortalité infantile est élevée chez les colons.

L'état civil français en Algérie a duré de la prise d'Alger en 1830 à la fin de l'Algérie française en 1962.
Une première réglementation concernant l'état civil des Français non membres de l'armée est le fait d'un arrêté du gouverneur général (Bertrand Clauzel) en date du 7 décembre 1830 : leurs actes d'état civil, jusqu'alors tenus par le consul de France à Alger, sont dressés dès le 1er janvier 1831 par le commissaire du roi auprès de la municipalité d'Alger, où sont transférés les registres précédemment détenus par la chancellerie. Les premiers actes datent surtout de 1832 et se généralisent à l'ensemble des communes d'Algérie. Ils concernent alors l'ensemble des habitants d'Algérie régis par le droit français et notamment par le Code civil, c'est-à-dire les citoyens français et les immigrants étrangers d'origine européenne.
Les registres d'état civil des départements français d'Algérie, comme tous les registres français de métropole, sont alors établis en double exemplaires, un pour la mairie (la collection communale) et un pour le tribunal local (la collection du greffe). La tenue de tables décennales conformes au décret impérial du 20 juillet 1807 est rendue obligatoire, avec effet rétroactif depuis l'origine des registres, par un décret impérial des 23 mai/7 juillet 1853.

## Extension de l'état civil français aux autochtones d'Algérie
L'enregistrement des populations autochtones à l'état civil s'effectue plus progressivement.
Antérieurement à l'arrivée des Français, les naissances et les décès n'étaient pas déclarés, et il n'existait en Algérie ni registre nominatif, ni recensement.
Les juifs indigènes sont astreints dès 1830 pour les inhumations, dès 1836 pour les naissances, à une inscription régulière sur les registres de l'état civil. Ils sont « invités, mais non contraints » à célébrer leurs mariages devant l'officier de l'état civil, et finissent en général par accepter cet usage. Cette situation matrimoniale hybride entre droit civil et droit mosaïque, qui a plusieurs fois amené la cour d'Alger à statuer, est résolue après l'adoption du décret Crémieux du 24 octobre 1870, qui, en accordant collectivement la citoyenneté française aux juifs indigènes d'Algérie, les extrait totalement du statut civil mosaïque.

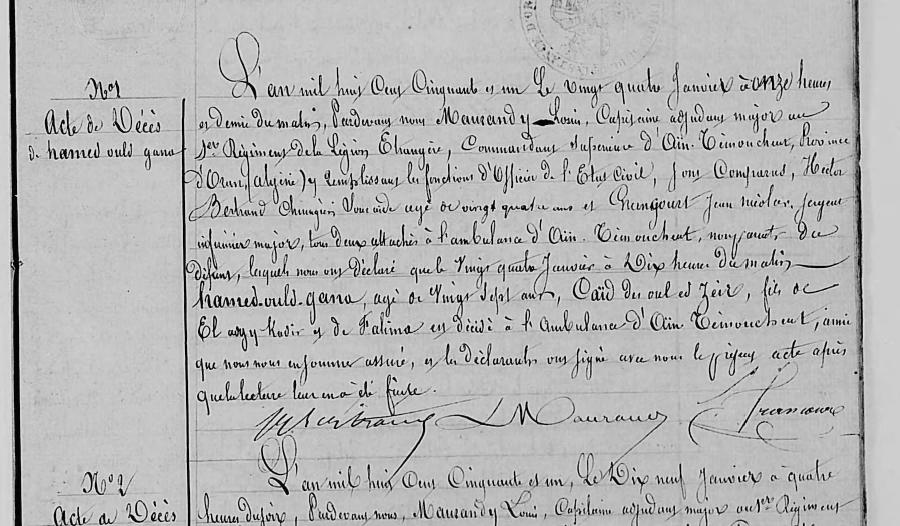
Un des premiers actes des registres d'Aïn Témouchent concernant un musulman. Décès de Hamed Ould Gana, caïd des Ouled Zeir, le 24 janvier 1851. Aïn Témouchent est depuis 1843 un poste militaire, disposant d'une ambulance. Les registres comportent par ce fait de nombreux décès, et le commandant du poste, ici le capitaine Louis Maurandy du 1er régiment de la Légion étrangère, exerce les fonctions d'officier de l'état civil.

Une loi de 1836 vient ordonner l'enregistrement des naissances, mariages et décès des indigènes musulmans sur des registres tenus par le cadi (juge musulman). L'état civil des musulmans est assimilé au droit commun dans le « territoire civil » par un décret impérial du 8 août 1854 : leurs actes d'état civil doivent être immédiatement transmis au maire et transcrits en langue française sur les registres de l'état civil de la commune. Cette disposition est élargie à tout le territoire par un arrêté du gouverneur général du 20 mai 1868.
Les mariages ne sont effectivement concernés que vers les années 1875/1876. Il est procédé à l'enregistrement des mariages et divorces contractés selon la loi musulmane ou la coutume locale sur des registres spéciaux, sans imposer le mariage civil obligatoire en France.
Une loi du 23 mars 1882 relative à la constitution de l'état civil des « indigènes musulmans de l'Algérie » organise le recensement et impose l'obligation d'un patronyme à la totalité de la population  (l'anthroponymie traditionnelle, constituée généralement d'un prénom et de la filiation paternelle indiquée par un préfixe comme ben - fils de -, différant sensiblement de l'anthroponymie française). Le port d'un patronyme avait été au préalable rendu obligatoire pour les seuls propriétaires par une loi du 26 juillet 1873 (article 17), dite « loi Warnier ». Certains se sont fait attribuer des noms insultants, obscènes, vulgaires ou ridicules, relatifs par exemple à des noms d'animaux, d'objets ou d'onomatopées. Dans certains villages, comme en Kabylie, dans un objectif de fichage, les habitants se sont fait attribuer des noms aléatoires commençant tous par la même lettre.
Parfois la transcription en français est fautive ou un nom est confondu avec un autre comme « Saadi » qui devient « Sadat ». Les particules des noms berbères comme « aït », « naït » ou « ou » sont supprimés ou remplacés par leurs équivalents arabes comme « ben ».
Ceux qui refusent de se faire attribuer un nom sont dénommés SNP « sans nom patronymique », et sont de faits exclus de la société.

## L'état civil français de l'Algérie depuis l'indépendance

### Le microfilmage

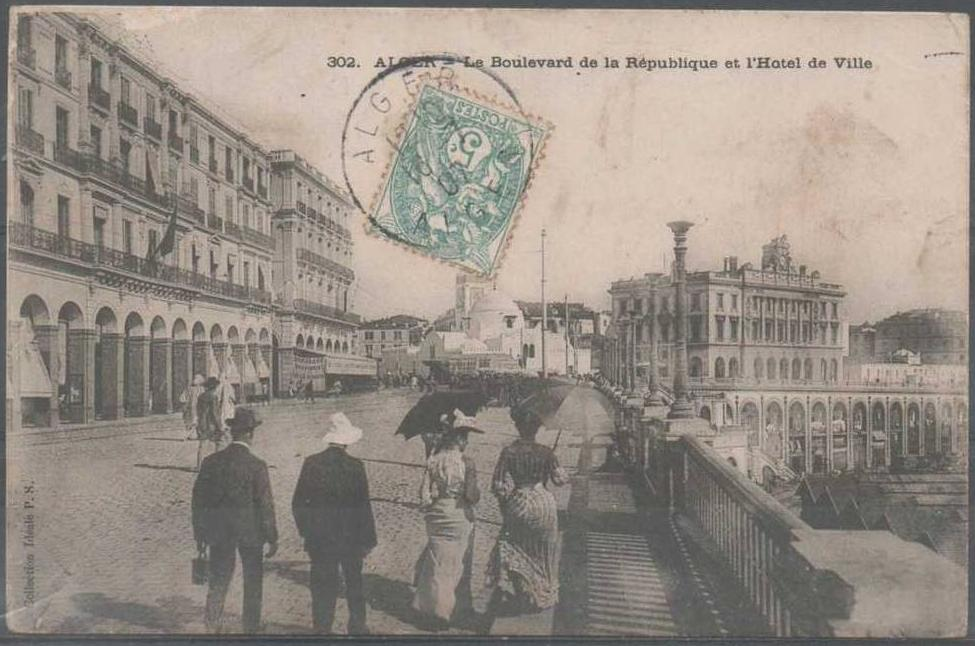
Mairie d'Alger : Boulevard de la République et Hôtel de ville d'Alger vers 1900

Avant l'indépendance de l'Algérie le 3 juillet 1962, le choix est fait de rapatrier en France « les archives de souveraineté » et de laisser sur place « les archives de gestion », dont tous les registres de l'état civil français qui deviennent de ce fait arbitrairement des registres étrangers.
Cependant, lors du transfert en France des archives de souveraineté se trouvant dans les trois dépôts des archives départementales d'Alger, Constantine et Oran, les doubles des registres d'état civil qui s'y trouvaient ont été transférés en France et stockés à Nantes où ils sont restés quelque temps, avant d'être renvoyés en Algérie.
En deux étapes, de 1967 à 1972, le ministère français des Affaires étrangères  entreprend le microfilmage en Algérie d'environ deux tiers des actes de la période 1830-1962 (3,5 millions d'actes sur 5 millions), en oubliant grand nombre de petites communes, notamment dans le sud de l'Algérie. Ces microfilms sont conservés à l'état civil des Français de l'étranger à Nantes, les registres de plus de 100 ans étant versés aux Archives nationales d'outre-mer à Aix-en-Provence.

### La loi du 25 juillet 1968 sur la reconstitution de l'état civil
De nombreux actes concernant les Français d’Algérie, ainsi que d’autres pays anciennement sous souveraineté française, ont été perdus ou détruits. La loi no 68-671 du 25 juillet 1968 autorise le Service Central d’État civil du ministère des Affaires étrangères, situé à Nantes, à reconstituer ou à créer ces actes, sans passer par des jugements supplétifs ou déclaratifs du Tribunal de grande instance de Paris. Cette loi s’applique aux « personnes qui ont bénéficié de la reconnaissance de la nationalité française » ou qui ont « conservé de plein droit ou acquis la nationalité française ». Dès lors que le demandeur fournit la preuve de sa nationalité française, les actes le concernant sont établis sur les registres du service central d’état civil. Cette loi prévoit aussi que ces actes peuvent être établis « au vu de copies ou d’extraits de l’état civil, soit, à défaut, au vu de tous documents judiciaires ou administratifs ou même sur des déclarations de témoins recueillis sans frais par le juge d’instance ». C’est ainsi que plus de 2.000 actes ont été reconstitués par le Service central de l’état civil en 2009, dont la très grande majorité concernait des personnes nées en Algérie française.

### Les engagements de l'année 2003
En 2003, à l'occasion du voyage du président de la République française Jacques Chirac et de « l'année de l'Algérie en France », l'engagement est pris par les autorités de microfilmer le million et demi d'actes manquant, pour notamment faire cesser les tracasseries administratives dont sont parfois victimes les Français nés en Algérie. Les archives nationales d'outre-mer assurent alors que l'ensemble de l'état civil resté en Algérie est intact et que « tout a été conservé ».
Cet engagement de microfilmer la dernière partie de l'état civil français d'Algérie n'a toutefois, à ce jour, pas encore été tenu, comme en témoignent deux questions écrites au gouvernement, une le 6 décembre 2012 par la sénatrice UMP Colette Giudicelli et une autre le 13 décembre 2012 par le sénateur socialiste Marcel Rainaud : ces questions obtiennent en date du 21 février 2013 de la part du ministère des Affaires étrangères une réponse qui évoque une reprise du dialogue et la mise en place d'un groupe de travail.

### La mise en ligne des microfilms par les ANOM
Depuis 2003, les Archives nationales d'outre-mer à Aix-en-Provence ont numérisé à partir des microfilms et mis en ligne sur internet une grande partie des actes d'état civil algérien de 1830 à 1910, et actuellement jusqu'en 1918. Les actes de 1830 à 1904 ont été indexés grâce à une base alphabétique établie en 2003 par le ministère de la Culture et la recherche par noms et prénoms est donc possible sur le site du Centre.
C'est la source principale des recherches généalogiques des « rapatriés », constituant « maintenant le fil de leur histoire ».
Les Archives nationales d'outre-mer ont aussi mis en ligne le 14 octobre 2014 la quasi-totalité des tables alphabétiques et des registres matricules militaires pour l'Algérie, de 1854 (date d'ouverture des bureaux d'Alger, d'Oran et de Constantine) à 1921, avec une indexation par noms, ce qui constitue un complément très utile à l'état civil.

## Les registres paroissiaux en Algérie

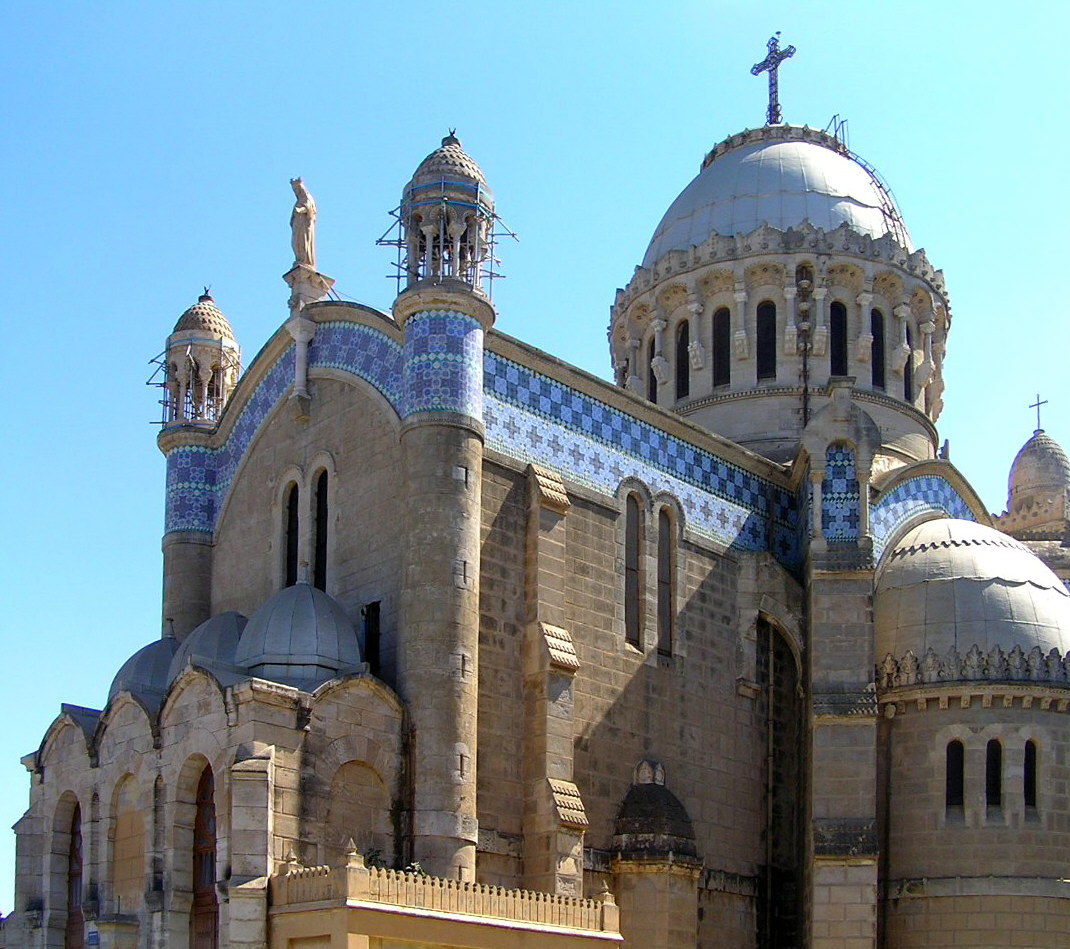
La Basilique Notre-Dame d'Afrique à Alger en 2005

Pour pouvoir compenser les lacunes de l'état civil (notamment le million et demi d'actes encore non microfilmés), il est possible d'utiliser les sources des actes paroissiaux catholiques (baptêmes, mariages et sépultures). Pour l'acte de baptême, on y trouve en effet le nom complet de l'enfant, sa date et son lieu de naissance, le nom des parents et le nom du parrain et de la marraine.
Concernant les registres paroissiaux, l'Algérie française était divisée en trois diocèses principaux : diocèse d'Alger (existant depuis l'Antiquité et érigé canoniquement en 1838 par le pape Grégoire XVI), diocèse d'Oran et diocèse de Constantine (tous deux érigés canoniquement en 1866), auxquels il faut ajouter le Diocèse de Laghouat créé en 1955.
À l'indépendance de l'Algérie, les registres paroissiaux restent sur place avec les archives diocésaines et sont ensuite progressivement rapatriés en France dans des congrégations religieuses.
Les registres du diocèse d'Alger se trouvent actuellement chez les Sœurs Clarisses à Nîmes, qui conservaient également, à Aix-en-Provence, les registres du diocèse de Constantine, avant que ces derniers ne soient déménagés au 1er janvier 2015 chez les Sœurs de la Visitation à Tarascon (Bouches-du-Rhône). Enfin, les registres du diocèse d'Oran sont conservés depuis 2009 chez les Dominicaines de Taulignan (Drôme). Pour obtenir des copies d'actes, il faut écrire à ces congrégations. Pour le diocèse de Laghouat, les registres sont encore sur place.